# Елпидий (узурпатор)
Елпидий (на гръцки: Ἐλπίδιος, Elpídios, на латински: Elpidius, † сл. 792/802) е византийски узурпатор, който се бунтува през 781 г. в Сицилия против императрица Ирина (упр. 780–802) и нейния син Константин VI и след бягството му в Абасидския халифат е признат за император от арабите.
Patrikios Елпидий е номиниран през февруари 781 г. от Ирина за стратег на тема Сицилия, където преди също е имал тази служба. На Великден го обвиняват фалшиво при импратрицата, че помагал на заговорниците около кезар Никифор. Жена му и синовете му са затворени в Преториона в Константинопол. През следващата година Ирина изпраща войска под командването на евнуха Теодор срещу Елпидий, който бяга заедно с неговия дук Никифор и се остановява при арабите в Северна Африка. Там той се коронова за Василевс. Вероятно през 792 г. Елпидий участва в неуспешен поход на арабите против византийска Мала Азия, вероятно за да бъде поставен там от Харун ал-Рашид като император против Константин VI.